# Centro Comercial Dakshinapan
El Centro Comercial Dakshinapan está en la ruta Gariahat, Calcuta, India, justo a los pies del paso elevado Dhakuria. Fue desarrollado por la Kolkata Improvement Trust (KIT). Es un lugar donde existe un complejo comercial cultural al aire libre, este último consiste principalmente de varios tipos de emporios estatales de toda la India que se ocupan en telares manuales, artesanías, textiles, muebles, artículos de fantasía y bisutería. También alberga Madhusudan Mancha y un teatro de Niños Pequeños donde otros espectáculos culturales se organizan permitiendo a la gente a pasar tiempo.